# Потоцкий, Ян
Граф Ян Пото́цкий (пол. Jan Potocki, 8 марта 1761, Пиков — 23 декабря 1815, Уладовка) — польский писатель-романтик, учёный-археолог, путешественник из магнатского рода Потоцких. Автор романа «Рукопись, найденная в Сарагосе».

## Биография
Сын графа Юзефа Потоцкого (1735—1802), коронного кравчего, и Анны Терезы Оссолинской (1746—1810). С семилетнего возраста с младшим братом Северином жил в Швейцарии и Франции. Именно в Женеве и Лозанне получил он разностороннее образование. «С юных лет Ян Потоцкий стал поклонником „музы дальних странствий“. Но путешествия свои он предпринимал не для развлечения (в чём упрекал „польских парижан“ Чарторыйский), а для широко задуманных исторических, географических и этнографических исследований и обобщений». Юношей он вступил в ряды армии Священной Римской империи. Побывал в Италии, Сицилии и на Мальте, откуда направился в Тунис. Ко времени этого путешествия относятся и первые контакты автора «Рукописи» с орденом мальтийских рыцарей. Вскоре после возвращения из средиземноморского путешествия Потоцкий отправился в Турцию и Египет, а затем некоторое время пробыл в Голландии.
В 1784—1788 годах жил в основном в Париже. В собственной типографии с 1788 по 1791 год он напечатал более 200 работ патриотической направленности: обращений к общественности, политических памфлетов, стихов. Маршруты путешествий его легко прослеживаются по библиографии: Марокко, Астрахань, Кавказ. В 1798 году посетил Пятигорье. В его работе «Путешествие в степях Астрахани и Кавказа», изданной после смерти автора его учеником Генрихом Юлиусом Клапротом, есть сюжеты о Пятигорье и горе Бештау. Интересно упоминание о встречах в Константиногорске с кабардинским приставом господином Лаба.
В 1805 году Я. Потоцкий отправляется на Дальний Восток в качестве научного руководителя дипломатической миссии графа Головкина. Официальный рапорт он предоставил министру иностранных дел Российской империи князю Адаму Чарторыйскому. К этому времени Я. Потоцкий был уже в чине тайного советника и кавалером ордена Святого Владимира I степени, звезда которого видна на его портрете.
Избран почётным членом Императорской Академии Наук (1806). Был близок к масонству. Брат Яна Потоцкого, Северин (1762—1829), при Александре I действительный камергер (1806), член Государственного совета (1822), действительный тайный советник (2.10.1827), в масонство посвящён около 1780 г. Другие ближайшего родства Потоцкие состояли в нескольких российских ложах. Вскоре после появления «Десяти дней жизни Альфонса ван Вордена» Потоцкий опубликовал напечатанное в кременецкой лицейской типографии две части составленных им «Основ хронологии».
В 1796 году в своей книге «Историко-географические фрагменты о Скифии, Сарматии и славянах» Ян Потоцкий высказал новую для своего времени мысль о том, что украинцы — совершенно особый народ, отличный от русского.
Покончил жизнь самоубийством, основной причиной чего явились сильнейшие, изнуряющие головные боли, которыми Ян Потоцкий страдал на протяжении многих лет. 23 декабря 1815 года, находясь в своём имении, он призвал своего капеллана и велел ему благословить серебряный шарик, предварительно снятый с крышки сахарницы, после чего, удалившись в кабинет своей библиотеки, он вложил шарик в ствол пистолета и выстрелил себе в висок. Согласно другой версии, он вытачивал серебряную пулю год за годом из отломанной от сахарницы ручки, а выстрелил себе не в висок, а в рот.

## Творчество
Ян Потоцкий известен прежде всего как автор лабиринтоподобного романа в новеллах «Рукопись, найденная в Сарагосе» (1805). Это произведение относят к т. н. «шкатулочному» стилю, возникшему и распространенному на Востоке («Шукасаптати», «Калила и Димна», «Хитопадеша», «Океан сказаний» Сомадевы, «Тысяча и одна ночь», «Тути-наме»). Обстоятельства первой, неполной публикации романа довольно запутаны, на польском языке он был напечатан лишь в 1847 году, с тех пор многократно переиздавался, переведён на многие языки, экранизирован в 1964 году Войцеком Хасом. По мотивам романа написана комедия испанского драматурга Франсиско Ньевы (2003).
Составитель чеченского словаря. Описал Кавказские Минеральные Воды в работе «Путешествие в Астраханские и Кавказские степи».

## Семья

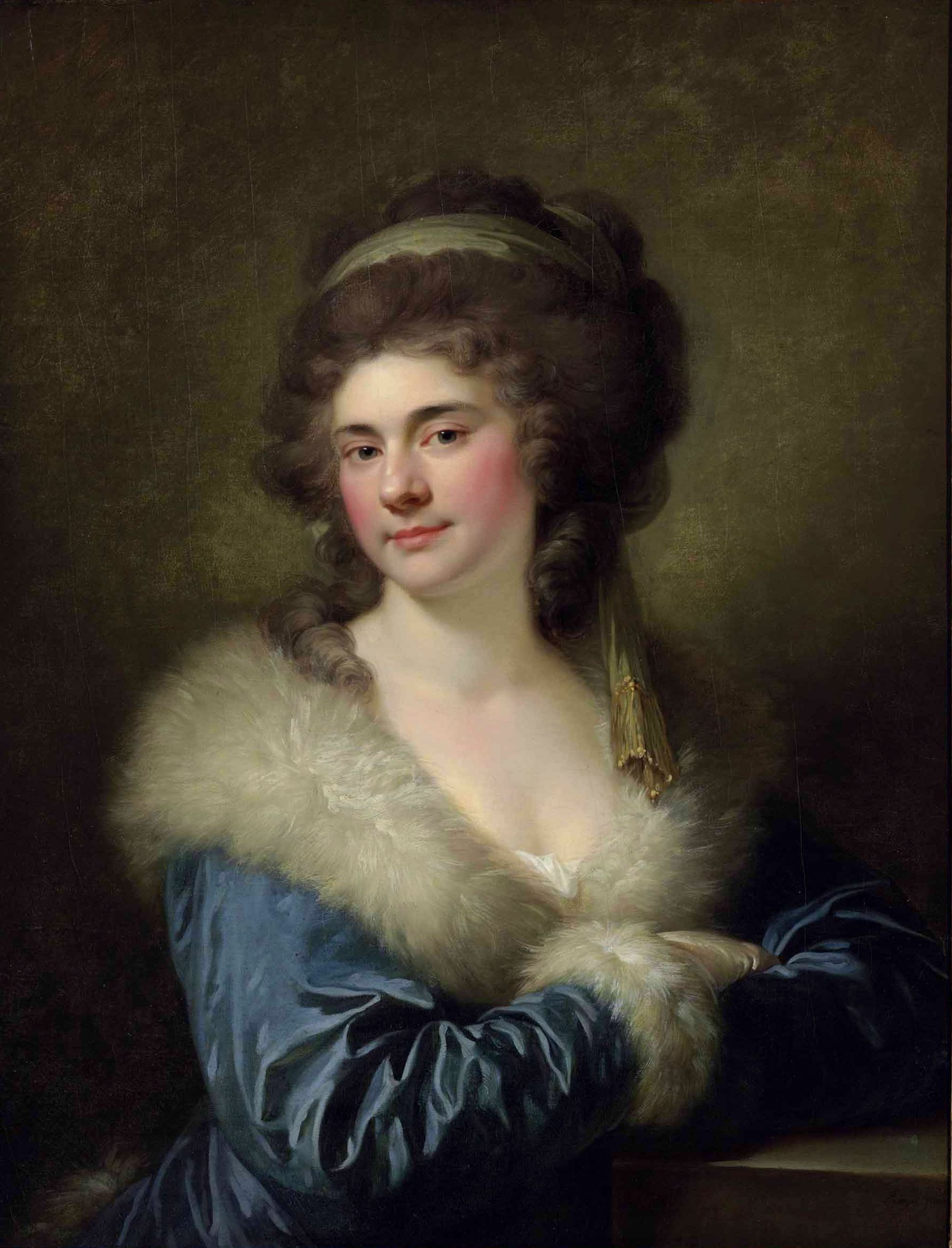
Графиня Юлия Потоцкая на портрете И. Б. Лампи (1789)

Первая жена (09.05.1783) — княжна Юлия Любомирская (1764—1794), дочь маршалка великого коронного Станислава Любомирского (1722—1783) и Изабеллы Чарторыйской (1736—1816). Свадьба была в Вилянуве, но брак не был удачным. Красавица Юлия Потоцкая предпочитала жить у матери в Париже, где вела активную светскую жизнь. Вернувшись в Польшу, участвовала в салонной деятельности партии, поддерживающей Конституцию 3 мая, и состояла в открытой связи с князем Евстафием Сангушко. Умерла в 1794 году от туберкулеза в Кракове. Дети:
- Альфред Войцех Потоцкий (4 марта 1786, Париж — 23 декабря 1862, Ланьцут) — 1-й ординат ланьцутский.
- Артур Станислав Потоцкий (27 мая 1787, Париж — 30 января 1832, Вена), родоначальник родовой ветви на Кшешовице

Вторая жена (с 1798) — графиня Констанция Потоцкая (1781—1852), дочь генерала коронной артиллерии Станислава Щенсного Потоцкого (1751—1805) и Юзефины Амалии Мнишек (1752—1798). Их дети:
- Ирена Потоцкая (21 мая 1797, Тульчин — 4 сентября 1835, Варшава) — жена с 1818 года графа Генриха Лубенского (1793—1883).
- Анджей Бернард Потоцкий (1800 — 15 февраля 1874, Берлин).
- Тереза Потоцкая (ок. 1805—1868) — 1-й муж с ок. 1820 года Генрик Ярожинский (1805—1877), 2-й муж с 1825 года граф Себастьян Бадени (1799—1872), 3-й муж с ок. 1830 года русский генерал Юрий Юрьевич Лахман (1800—1840).

#### На русском языке
- Потоцкий Я. Рукопись, найденная в Сарагосе = Rękopis znaleziony w Saragossie / Пер. А. С. Голембы; Изд. подг. И. Ф. Бэлза. — М.: «Наука», 1968. — 624 с. — (Серия «Литературные памятники»). — 30 000 экз.
- Потоцкий Я. Рукопись, найденная в Сарагосе / Пер. Д. Горбова; Изд. подг. С. С. Ланда. — М.: «Художественная литература», 1971. — 640 с. — 50 000 экз.
- Ян Потоцкий. Путешествие в Турцию и Египет, совершенное в 1784 году // Восток-Запад. Исследования. Переводы. Публикации. М., ГРВЛ, 1985. С.35-82. Пер. с фр. И. И. Кузнецовой. Вступит. ст. и примеч. М. С. Мейера.
- Потоцкий Я. Рукопись, найденная в Сарагосе./ Пер. Д. Горбова.- М.: «Художественная литература», 1989, — 688 с., 250 000 экз. ISBN 5-280-00647-5
- Потоцкий Я. Рукопись найденная в Сарагосе. В 2-х кн./ Пер. Д. Горбова. - М.: "Терра", 1997, - Готический роман. ISBN 5-300-01030-8

- Миллер И.С. Потоцкий, Ян //Краткая литературная энциклопедия. Т. 5. - М.,  1968. Ст. 919-920.
- Потоцкий Ян //Энциклопедия фантастики: Кто есть кто /Под ред. Вл. Гакова. - Минск: ИКО "Галаксиас", 1995. С. 456.
- Францев В. Последнее ученое путешествие графа Яна Потоцкого 1805—1806. Из материалов для его биографии. Прага, 1938.
- Krakowski E. Le Comte Jean Potocki: un témoin de l’Europe des Lumières. Paris: Gallimard, 1963.
- Jan Potocki & the writers of Enlightenment.Wrocław: Zakład Narodowy im. Ossolińskich, Wydawn. PAN, 1990
- Jean Potocki// Europe, 2001, n° 863 (специальный номер, посвященный Потоцкому)
- Domínguez Leiva A. El laberinto imaginario de Jan Potocki: manuscrito encontrado en Zaragoza (estudio crítico). Madrid: Universidad Nacional de Educación a Distancia, 2000
- Kroh A. Jean Potocki: voyage lointain. Paris : L’Harmattan, 2004.
- Rosset F., Triaire D. Jean Potocki. Paris: Fayard, 2004 (польск. изд. 2005).